# Weissia argentinica
Weissia argentinica är en bladmossart som beskrevs av C. Müller 1879. Weissia argentinica ingår i släktet krusmossor, och familjen Pottiaceae. Inga underarter finns listade i Catalogue of Life.